# Adams (Massachusetts)
Adams é uma cidade no norte do Condado de Berkshire, Massachusetts, Estados Unidos. A população era de 5.572 pessoas de acordo com o censo de 2018.

## Geografia
Adams encontra-se localizado nas coordenadas 42° 37′ 32″ N, 73° 07′ 11″ O. Segundo a Departamento do Censo dos Estados Unidos, Adams tem uma superfície total de 59.48 km², da qual 59.28 km² correspondem a terra firme e (0.33%) 0.2 km² é água.

## Demografia
Segundo o censo de 2010, tinha 8.485 pessoas residindo em Adams. A densidade populacional era de 142,66 hab./km². Dos 8.485 habitantes, Adams estava composto pelo 96.95% brancos, o 0.66% eram afroamericanos, o 0.18% eram amerindios, o 0.49% eram asiáticos, o 0.02% eram insulares do Pacífico, o 0.22% eram de outras raças e o 1.47% pertenciam a duas ou mais raças. Do total da população o 1.15% eram hispanos ou latinos de qualquer raça.